# 黃琮 (道光進士)

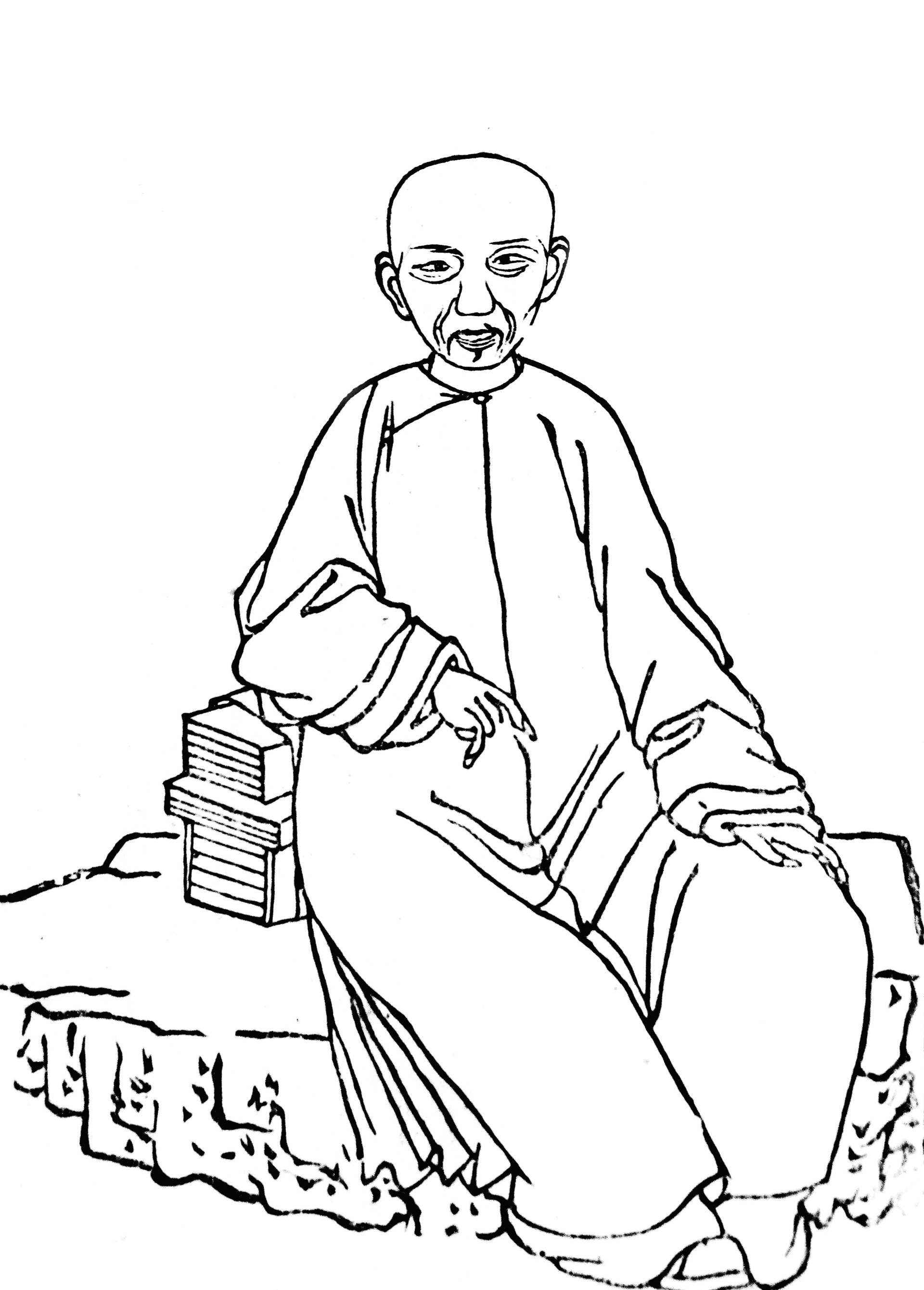

黃琮（1798年9月22日—1863年3月4日），字象坤，号矩卿，雲南昆明府（今昆明市）人，清朝官員。

## 生平
黃琮為道光六年（1826年）丙戌科二甲進士，選庶吉士，散館授翰林院編修。累遷兵部侍郎，因父母年老請求回籍。咸豐七年（1857年），雲南回族起事愈演愈烈，朝廷命黃琮偕同在籍御史竇垿組織團練。結果因為剿撫失據，被總督吴振棫彈劾革職。後來吴振棫為其講情，又因盡力勸人捐資，復原官。同治二年（1863年），回族領袖馬榮詐降進入昆明，殺總督潘铎等。黃琮於家廟自盡。追贈右都御史。光緒年間，追諡文潔。